# Bárbara Buenahora
Bárbara Andrea Buenahora (* 27. November 1977 in Mar del Plata) ist eine ehemalige Triathletin aus Argentinien und Ironman-Siegerin (2003).

## Werdegang
Die Argentinierin Bárbara Buenahora konnte sich als starke Radfahrerin erstmals 1998 für einen Startplatz beim Ironman Hawaii qualifizieren (3,8 km Schwimmen, 180 km Radfahren und 42,195 km Laufen) und wurde bei den Ironman World Championships Zweite in ihrer Altersgruppe (W20-24).
Im Mai 2003 gewann sie den Ironman Brasil.
2013 wurde die damals 35-Jährige nationale Vizemeisterin auf der Triathlon-Langdistanz.
Seit 2013 tritt Bárbara Buenahora nicht mehr international in Erscheinung. Sie ist heute als Trainerin tätig.

## Sportliche Erfolge
| Datum/Jahr    | Rang | Wettbewerb         | Austragungsort | Zeit     | Bemerkung                  |
| ------------- | ---- | ------------------ | -------------- | -------- | -------------------------- |
| 20. Jan. 2008 | 4    | Ironman 70.3 Pucón | Pucón          | 04:51:18 |                            |
| 20. Jan. 2004 | 2    | Half Ironman Pucón | Pucón          | 04:44:02 | Zweite hinter Lisa Bentley |

| Datum/Jahr    | Rang | Wettbewerb                                         | Austragungsort | Zeit       | Bemerkung                           |
| ------------- | ---- | -------------------------------------------------- | -------------- | ---------- | ----------------------------------- |
| 2013          | 2    | ARG Long Distance Triathlon National Championships | Mar del Plata  | 04:58:09   | Zweite hinter Noelia Fernandez Cruz |
| 10. Sep. 2006 | DNF  | Ironman Wisconsin                                  | Madison        | –          |                                     |
| 28. Mai 2006  | 2    | Ironman Brasil                                     | Florianópolis  | 09:29:36   |                                     |
| 3. Juli 2005  | 4    | Ironman Austria                                    | Klagenfurt     | 09:42:58   |                                     |
| 2005          | DNF  | Ironman South Africa                               | Port Elizabeth | –          | Rennabbruch auf der Radstrecke      |
| 6. Nov. 2004  | 3    | Ironman Florida                                    | Panama City    | 09:36:27   |                                     |
| 29. Mai 2004  | DNF  | Ironman Brasil                                     | Florianópolis  | –          |                                     |
| 25. Aug. 2003 | 6    | Ironman Canada                                     | Penticton      | 10:05:09   |                                     |
| 24. Mai 2003  | 1    | Ironman Brasil                                     | Florianópolis  | 09:33:21   | [ 1 ]                               |
| 9. Nov. 2002  | 3    | Ironman Florida                                    | Panama City    | 09:41:43   |                                     |
| 25. Aug. 2002 | 10   | Ironman Canada                                     | Penticton      | 10:02:49   |                                     |
| 26. Aug. 2001 | DNF  | Ironman Canada                                     | Penticton      | –          |                                     |
| 5. Aug. 2001  | 5    | Ironman Switzerland                                | Zürich         | 10:14:41,3 |                                     |
| 30. Juli 2000 | 3    | Ironman USA                                        | Lake Placid    | 10:05:55   |                                     |
| 6. Apr. 2000  | 9    | Ironman Australia                                  | Forster        | 09:58:16   |                                     |
| 12. Juli 1999 | 4    | Ironman Austria                                    | Klagenfurt     | 09:34:44   |                                     |
| 29. Mai 1999  | 2    | Ironman Brasil                                     | Porto Seguro   | 09:58:00   |                                     |
| 3. Okt. 1998  | 18   | Ironman Hawaii                                     | Hawaii         | 10:26:35   | 2. Rang in der AG 20–24             |
| 1998          | 4    | Ironman Brasil                                     | Porto Seguro   | 09:56:28   |                                     |
| 1998          | 3    | Ironman Switzerland                                | Zürich         | 09:58:26,2 |                                     |

(DNF – Did Not Finish)